# Ильинский острог
Ильи́нский остро́г — оборонительное сооружение, построенное в 1688 году на левом берегу реки Селенги, в 10 верстах ниже устья реки Итанцы.

## История
В 1663 году в Баргузинском остроге ясачные тунгусы просили помощи и защиты от монгольских набегов. Для защиты Баргузинского края с юга и Кударинской степи с востока впоследствии были построены Ильинский, Итанцинский остроги и Свято-Троицкий Селенгинский монастырь
На месте Ильинского острога с 1660-х годов существовала Ильинская слобода. Основным занятием жителей было хлебопашество, рыболовство и пушной промысел. 25 сентября 1675 года сюда прибыл Николай Спафарий, направлявшийся во главе царского посольства в Китай. По его описанию, Ильинская слобода состояла из 20 дворов, монастыря в заимке «во имя святаго отца Николы» и церкви. Также он сообщал, что название «Ильинская» слобода получила от намерения построить здесь церковь «во имя святаго пророка Илии», и далее — «а в Ильинской слободе хотят острожек поставить для обереганья». 29 сентября Спафарий выехал из Ильинской слободы в Селенгинский острог.
Никольская церковь и монастырское строение были построены в 1675 году нерчинскими служилыми людьми в заимке селенгинских казаков под названием Средняя. На этом месте 11 мая 1681 года начали строить новый монастырь, который получил название Свято-Троицкого Селенгинского.
В 1686 году в Нерчинск прибыл полномочный российский посол граф Фёдор Головин. Он побывал с инспекцией в Итанцинском остроге, а в августе 1687 года в Свято-Троицком Селенгинском монастыре, сделав большое пожертвование для обители.
В 1688 году Головин оказался в длительной осаде в Селенгинском остроге. В связи с обострившейся обстановкой в противостоянии с империей Цин в Забайкалье, в 1688 году по распоряжению Головина был построен Ильинский острог, вокруг существовавшей Ильинской слободы. Были возведены деревянные стены длиной 230 саженей по периметру. Для обороны острога были привезены 4 пушки и 16 пудов пороха. Ильинский острог стал на короткое время политическим центром, где Головин принимал монгольских послов.
В 1693 году через Ильинский острог проезжал в Китай посол Э. И. Идес.
С развитием Удинска военная значимость Ильинского острога ослабла. Строения обветшали и были разобраны, но оставались стены вокруг Свято-Троицкого Селенгинского монастыря. В конце XVII века в монастыре располагался полк Ф. И. Скрипицына, который предназначался для охраны Забайкалья от маньчжурско-монгольских набегов.
В 1728 году прикащиком острога был Алексей Главинский.
По описи 1732 года монастырь всё ещё имел для обороны 3 пушки, 65 самопалов, холодное оружие и боевые припасы.
В 1735 году Г. Ф. Миллер насчитал в Ильинском остроге 75 дворов. В 1775 году в остроге проживали 62 разночинца и дворянина, 623 посадских, к острогу было приписано 594 крестьянина.
Во второй половине XVIII века вокруг Кабанского и Ильинского острогов возникли крупные промысловые районы. В архивных документах упоминается большое число кожевенных фабрик в окрестностях Ильинского острога.
В 1831 году деревянная ограда Свято-Троицкого Селенгинского монастыря начала заменяться на каменную. Строительство каменной стены было завершено в 1876 году. В 1921 году монастырь был закрыт.

## Современность
В настоящее время на месте Ильинской слободы и Ильинского острога располагается село Ильинка Прибайкальского района Бурятии. Расстояние до Улан-Удэ — 55 км.
Свято-Троицкий Селенгинский монастырь находится в селе Троицкое, Прибайкальский район Бурятии. Расстояние до Улан-Удэ — 81 км.